# Miño (reka)
Miño (/ˈmiːn.juː/, portugalščina Minho ali Miño (/ ˈmiːnjoʊ/ MEEN-yoh, španščina [ˈmiɲo], galicijščina [ˈmiɲʊ]; protokeltsko *Miniu) je najdaljša reka v Galiciji s 340 kilometri, ki je v zadnjem delu mejna reka s Portugalsko. Po pretoku je to četrta reka Iberskega polotoka, za rekami Douro, Ebro in Tagus.
Vode reke Miño se uporabljajo v vinogradništvu in na kmetijskih zemljiščih ter za proizvodnjo hidroelektrične energije.

## Geografija
Izvir reke Miño leži severno od Luga v Galiciji, v kraju, imenovanem Pedregal de Irimia. Po približno 73 kilometrih reka teče južno od obzidja tega starega rimskega mesta in s povprečnim pretokom 42 m³ / s ter teče proti jugu skozi soteske, dokler se dolina ne razširi severno od mesta Ourense. Reka je bila zajezena v zbiralnike od Portomarína do Frieire. Po dolžini se sledijo zbiralniki: Belesar s 654 kubičnimi hektometri, Peares s 182 kubičnimi hektometri, Velle s 17 kubičnimi hektometri, Castrelo s 60 kubičnimi hektometri in Frieira s 44 kubičnimi hektometri.
Približno 20 kilometrov severno od mesta Ourense pri Os Pearesu, Miño s pretokom 102 m³ / s sprejme vode svojega glavnega pritoka Sil s 184 m³ / s. Mimo mesta Ourense je en velik jez v Frieiri v bližini mesta Ribadavia, ki slovi po vinu Ribeiro DOP (imenovanem po imenu regije). Tam ima Miño povprečni pretok 316 m³ / s. Kasneje reka teče v smeri jugozahoda, dokler ne doseže portugalske meje pri Melgaçu.
Po 260 kilometrih skozi Galicijo teče reka Miño kot mejna reka s Portugalsko še približno 80 kilometrov, predvsem proti zahodu. Dolina je bujna, zeleno kmetijsko območje, kjer se na zemljiščih prideluje koruza, krompir, zelje, celo kivi ali samo trava, odvisno od letnega časa in povsod so polja in vrtovi, trta, ki daje svetlo, rahlo peneče se vino Vinho Verde in vino Ribeiro, značilno za to območje. Najboljše od teh vin, Alvarinho v portugalščini ali Albariño v španščini in galicijščini, se prideluje na območju okoli krajev Monção, Arbo in Melgaço.
Mimo srednjeveških mest Melgaço in Monção reka Miño deli španski Tui in portugalski Valença do Miño, mesti, ki sta varovali pomemben cestni in železniški most. Obe mesti ohranjata utrdbe in sta nacionalna spomenika. Reka Miño doseže Atlantik med galicijsko La Guardo in portugalsko Caminho s povprečnim pretokom 420 m³ / s.
Reka se začne v Pedregal de Irimia v Sierri de Meira, na približno 695 m nadmorske višine, v občini Meira, severovzhodno od province Lugo, kjer teče skozi mesto Meira do lagune Fonmiñá (v občini A Pastoriza). Ta laguna je v isti provinci. Čeprav je napačno, se zgodovinsko šteje za izvir. Reka Miño teče skozi Galicijski masiv in Kantabrijsko gorovje ter Leonsko gorovje, dve izmed najbolj deževnih območij Iberskega polotoka in atlantskega povodja.
Vsi njegovi zgornji toki so bili razglašeni za biosferni rezervat. Reka Miño teče prvih 64 kilometrov čez planoto Lugo (Terrachá), peščeno ravnico, katere višina sega od 450 do 650 metrov nad morsko gladino.
Njeni glavni pritoki so reke Sil, Neira, Avia, Barbantiño, Búbal, Arnoya.

## Etimologija
Po besedah E. Bascuasa je Miño, registriran kot Minius in Mineus, oblika stare evropske hidronimije in izhaja iz indoevropskega korena *mei- 'hodi, pojdi'.

## Legende, običaji in vraževerje
Zgodba govori o ustnem izročilu galicijskih mitoloških likov, ki so živeli v porečju Rio Miño, na primer feiticeiras (čarovnice), ki so živele v isti reki, Xarcos, ki so prebivali v vodnjakih, ki so po porečju in ribjih mož, ki so bili amfibije z možnostjo življenja tako na kopnem kot v vodi.
Obstaja legenda, ki pravi, da ste morali med plovbo po Miño okoli Arba nositi kamen v ustih, da ne bi mogli govoriti med potovanjem, sicer bi se feiticeiras (čarovnice, čarovniki) zmešali z vami.
V Santa Marta de Ribarteme poteka radovedno romanje. Bistvo je v tem, da tisti, ki jih je svetnik ozdravil, gredo v procesiji, položeni v krste, s katerimi bi bili pokopani, če svetnik ne bi posredoval.
Ko so Rimljani prispeli na polotok, so mislili, da je Miño strašljiva reka. Verjeli so, da je za njo, skrit v megli, konec Zemlje (finis terrae), velika pečina, ki jih bo poslala v prazno.

## Okolje
V zgornjem porečju reke Miño je več vrst vodnih ekosistemov, značilnih za bioklimatsko območje Atlantika. Pritoki, kot so Parga, Ladra in Támoga, ki tvorijo značilen vlažen kompleks, ki ga tvori obsežna mreža kanalov, lagun in poplavljenih zemljišč, s katerimi so povezani pašniki in kmetijska območja, obrežni gozdovi, barje in carballeiras (nasadi hrasta [[dob (drevo)|doba). Ta velika raznolikost habitatov je v zimskem času dom številnim vrstam ptic.
Spodnji tok reke Miño povzroča ozek estuarij z usedlinami sedimentov, zaradi česar je pomemben rezervat močvirja in ustja. Varstveni problemi, ki jim je izpostavljeno to območje, so: velik pritisk mest, lova in ribolova ter onesnaževanje, ki ga povzročajo mestni odpadki.
Po celem toku reke najdemo ribe, kot so potočna postrv (salmo trutta) in rečna jegulja (anguilla anguilla) in sesalci, kot so iberski desman (galemys pyrenaicus) in vidra (lutra lutra).
V zgornjem delu je vegetacija, ki jo tvorijo aluvialni gozdovi črne jelše (alnus glutinosa) in jesenov (fraxinus excelsior), hrasta doba (quercus robur) in pirenejskega hrasta (quercus pyrenaica) in atlantske vlažne vresovke (erica ciliaris in erica tetralix). V zvezi s favno so prisotne številni plovci (mlakarica (anas platyrhynchos), raca žličarica (anas clypeata)), pa tudi majhno jedro malih dropelj (tetrax tetrax). Kot populacije ribjih vrst obstajajo pravi krapovci, kot so jez (leuciscus idus), achondrostoma arcasii in pseudochondrostoma polylepis' in tudi gasterosteus aculeatus.
Spodnji tok reke Miño je pozimi domovanje velikega števila vodnih ptic, na primer: čopasta črnica (aythya fuligula), zlata prosenka (pluvialis apricaria) in priba (vanellus vanellus). Obstaja tudi velika raznolikost rib, med katerimi izstopata losos (ki kaže najjužnejšo mejno razširjenost v Evropi v tej reki) in morski piškur (petromyzon marinus), ki se tradicionalno lovi v teh vodah. Druge vrste rib, najdenih v tem delu, so: atlantska čepa (alosa alosa), alosa fallax in navadna plošča (pleuronectes platessa).